# Liste d'écrivains de langue catalane
Cet article présente la liste des écrivains de langue catalane.
- Haut – A
- B
- C
- D
- E
- F
- G
- H
- I
- J
- K
- L
- M
- N
- O
- P
- Q
- R
- S
- T
- U
- V
- W
- X
- Y
- Z

## A
- Sílvia Alcàntara i Ribolleda
- Joan Alcover
- Gabriel Alomar (ca) (1873-1941)
- Núria Añó
- Sebastià Juan Arbó (ca) (1902-1984)

## B
- Josep Pau Ballot
- Eva Baltasar (1978-)
- Maria Barbal i Farré (1949-)
- Carles Batlle i Jordà (1963-)
- Sergi Belbel
- Xavier Benguerel i Llobet
- Prudenci Bertrana (1867-1941)
- Jaume Bofill, connu sous le nom de Guerau de Liost (1878-1933)
- Blai Bonet
- Carles Bosch de la Trinxeria
- Joan Brossa

## C
- Jaume Cabré (1947-)
- Pere Calders
- Josep Carner
- Jordi Casanovas (ca) (né en 1978)
- Joan-Francesc Castex-Ey (1977-)
- Víctor Català
- Teresa Colom i Pich (née en 1973), poétesse
- Miquel Costa i Llobera
- Ricard Creus i Marzo (1928-2021)

## D
- Bernat Desclot

## E
- Francesc Eiximenis
- Joan Eixemeno (ca) (1350-1420)
- Salvador Espriu
- Vicent Andrés Estellés

## F
- Gabriel Ferrater
- Josep Vicenç Foix
- Josep Maria Folch (ca) (1880-1950)
- Francesc Fontanella
- Jaume Fuster
- Joan Fuster

## G
- Martí Joan de Galba
- Jordi Galceran
- Tomàs Garcés
- Gaziel
- Martí Genís i Aguilar
- Juan Goytisolo
- Adrià Gual
- Àngel Guimerà
- Francesc Vicent Garcia

## I
- Ignasi Iglésias

## J
- Maria de la Pau Janer

## L
- Guerau de Liost, voir Jaume Bofill
- Miquel Llor
- Raymond Lulle, Ramon Llull en catalan (1232-1315)

## M
- Joan Maragall
- Ausiàs March
- Joan Margarit
- Miquel Martí i Pol
- Joanot Martorell
- Bernat Metge
- Gabriel Mòger
- Terenci Moix
- Jesús Moncada
- Quim Monzó
- Ramon Muntaner

## O
- Joan Oliver, connu sous le nom de Pere Quart (1899-1986)
- Maria Antònia Oliver Cabrer
- Narcís Oller
- Eugenio d'Ors, en catalan Eugeni d'Ors (1881-1954)

## P
- Nicolau de Pacs
- Miquel de Palol i Muntanyola
- Teresa Pàmies
- Sergi Pàmies
- Manuel de Pedrolo
- Ramon de Perellós
- Joan Perucho
- Josep Pin i Soler
- Josep Pla
- Baltasar Porcel i Pujol
- Josep Pous i Pagès
- Gilabert de Próixita
- Joan Puig i Ferreter
- Frederic Pujulà i Vallès

## Q
- Pere Quart, voir Joan Oliver

## R
- Joan Ramis i Ramis
- Carles Riba
- Mercè Rodoreda
- Jaume Roig
- Montserrat Roig
- Josep Romaguera
- Bartomeu Rosselló-Pòrcel
- Santiago Rusiñol
- Joaquim Ruyra

## S
- Josep Maria de Sagarra
- Joan Salvat-Papasseit
- Joan Sales
- Cèlia Sànchez-Mústich
- Albert Sánchez Piñol
- Isabel-Clara Simó
- Jaume Subirana

## T
- Marius Torres
- Anselm Turmeda
- Francesc Tosquelles (François Tosquelles)
- Tina Vallès

## V
- Jacint Verdaguer
- Arnaud de Villeneuve